# Теодор Гаврас
Теодор Габрас (грч. Θεοδωρος Γαβρας) је био византијски гувернер Понта који је учествовао у мањој неуспешној побуни против цара Алексија I Комнена око 1091. године. Теодор Габрас је око 1091. године.

## Младост
Теодор је првобитно потицао из теме Халдије и провео је већи део своје младости провео је служећи у византијској војсци. Снажан и енергичан човек, стекао је значајну славу као даровит војник, храбар и лукав, са изузетним успехом. Већ 1067. године, када је наручио јеванђеље сачувано у Санкт Петербургу, уздигао се у редове патрикија. Круна његове славе било је ослобађање Трапезунда од Турака Селџука током 1080-их, којим је, након тога, неко време владао као да је то био његов лични феуд.
До касних 1080-их, Теодор је поново боравио у Константинопољу, где га је Алексије I држао на оку. Да би избегао било каква непотребна искушења, формално је именовао Теодора управитељем Трапезунда. Оставивши најстаријег сина Григорија на двору код севастократора Исака Комнена, за чију ћерку је Григорије био верен, вратио се у Трапезунд.
Убрзо му је умрла прва жена, па се Теодор оженио, по свој прилици 1091. године, „најплеменитијом“ дамом из „Аланије“, и првом рођаком жене Исака Комнена. Према речима професора Кирила Туманова, дама је била грузијска Багратидска принцеза Маријам, ћерка грузијског краља Баграта IV и сестра византијске принцезе Марије. Када се то сазнало, веридба између Григорија и Комнинове ћерке је раскинута, јер су се сада сматрали блиским рођацима и њихов брак је био забрањен грађанским и црквеним законом. Алексије је, међутим, био забринут због Теодорове реакције, па је задржао Григорија на двору као таоца како би осигурао Теодорово добро понашање.

## Побуна против цара Алексија
До 1091. Теодор се вратио у престоницу и захтевао је повратак свог сина. Алексије је то одбио, тврдећи да размишља да ожени младића једном од својих ћерки. Не верујући цару, Теодор је сковао заверу да у тајности спасе свог сина и одведе га на сигурно у Трапезунд. Прво је пристао да преда сина; затим је уочи одласка вечерао са севастократором, са којим је сада био у сродству преко другог брака. Молио је да му се допусти још двадесет четири сата са сином, на шта је Исак пристао. Следећег дана је питао да ли Григорије може да га прати на првој етапи његовог путовања до Состенијума, где је намеравао да постави свој логор. Његови чувари су се сложили, али када је Теодор тада предложио да Григорије настави да га прати, прво су рекли не пре него што је Теодор успео да их убеди. Стигли су до луке Фар када се Теодор тајно укрцао на трговачки брод заједно са Григоријем и побегао на Еуксин.
Овај чин побуне подстакао је Алексија на акцију, и он је послао ескадрилу бродова да сустигне Теодора са наређењем да врати Григорија у престоницу без обзира на све. Престигли су брод у близини града Егина и упозорили Теодора да ће, ако одбије да преда сина, бити ухапшен као бунтовник. Теодор, који је још увек био удаљен од свог седишта моћи, одустао је и дозволио Алексијевим изасланицима да поведу Григорија са собом, док је он наставио да се враћа у Трапезунд. Григорије је тада направио још једну заверу за бекство, али је и она откривена и он је због својих невоља затворен у Филипопољу.

## Каријера после 1091
Човек Теодоровог војног талента био је превише добар да би га протраћио, и до 1097. поново је био на линији фронта, овог пута у борби против Турака као део првобитног савеза са крсташима. Док су Франци били ангажовани на опсади Антиохије, Теодор је марширао са Алексијем и помагао му да поврати градове у западној Малој Азији. Био је истакнут у заузимању Паиперта, који је касније опседнут од стране Турака који су се надали да ће га повратити. Окренувши се, Теодор је размишљао о ноћном нападу на непријатеља, али се предомислио. Године 1099. током похода на област Ерзерума, ухваћен је од стране Данисхменда и убијен.
Његов млађи син Константин Габрас га је наследио као Дукс Халдијски. Празник Светог Теодора Гавраса је 2.(15.) октобар.